# Качанівська сільська рада (Підволочиський район)
Кача́нівська сільська́ ра́да — адміністративно-територіальна одиниця та орган місцевого самоврядування в Підволочиському районі Тернопільської області. Адміністративний центр — село Качанівка.

## Загальні відомості
- Територія ради: 3,66 км²
- Населення ради: 1 303 особи (станом на 2001 рік)

## Населені пункти
Сільській раді були підпорядковані населені пункти:
- с. Качанівка

## Склад ради
Рада складалася з 16 депутатів та голови.
- Голова ради: Козловський Олександр Михайлович
- Секретар ради: Пастер Любов Михайлівна

### Керівний склад попередніх скликань
| Прізвище, ім'я, по батькові      | Основні відомості                                                                     | Дата обрання | Дата звільнення |
| -------------------------------- | ------------------------------------------------------------------------------------- | ------------ | --------------- |
| Козловський Олександр Михайлович | Сільський голова, 1967 року народження, освіта вища, член Української Народної Партії | 26.03.2006   | 31.10.2010      |
| Козловський Олександр Михайлович | Сільський голова, 1967 року народження, освіта вища, член Української Народної Партії | 31.10.2010   |                 |

Примітка: таблиця складена за даними сайту Верховної Ради України

### Депутати
За результатами місцевих виборів 2010 року:
- Кількість мандатів: 16
- Кількість мандатів, отриманих за результатами виборів: 14
- Кількість мандатів, що залишаються вакантними: 2

#### За суб'єктами висування
| Суб'єкт висування                                       | Кількість обраних депутатів | %    |
| ------------------------------------------------------- | --------------------------- | ---- |
| Самовисування                                           | 13                          | 92,9 |
| Політична партія Всеукраїнське об'єднання «Батьківщина» | 1                           | 7,1  |

#### За округами
| № округу                                                | Прізвище, ім'я, по батькові   | Дата визнання обраним | Освіта  | Партійна приналежність | Відомості про обраного депутата                                              |
| ------------------------------------------------------- | ----------------------------- | --------------------- | ------- | ---------------------- | ---------------------------------------------------------------------------- |
| Політична партія Всеукраїнське об'єднання «Батьківщина» |                               |                       |         |                        |                                                                              |
| 3                                                       | Шаварин Володиир Ігорович     | 05.11.2010            | вища    | позапартійний          | Тернопільський національний педагогічний університет ім. В. Гнатюка, студент |
| Самовисування                                           |                               |                       |         |                        |                                                                              |
| 1                                                       | Горалечко Ірина Володимирівна | 05.11.2010            | середня | позапартійна           | ПП Горалечко І. В., підприємець                                              |
| 2                                                       | Ярецька Наталія Іванівна      | 05.11.2010            | вища    | позапартійна           | ПП Гавришко В.П, майстертехнолог                                             |
| 4                                                       | Гринда Юрій Анатолійович      | 05.11.2010            | вища    | позапартійний          | ТОВ"Агро-Рось", головний агроном                                             |
| 6                                                       | Козловський Сергій Михайлович | 05.11.2010            | середня | позапартійний          | по догля-ду за престарі-лими                                                 |
| 7                                                       | Кульбаба Тарас Ігорович       | 05.11.2010            | вища    | позапартійний          | Тернопільський національний педагогічний університет ім. В. Гнатюка, студент |
| 8                                                       | Пелих Богдан Євгенович        | 05.11.2010            | вища    | позапартійний          | тимчасово не працює                                                          |
| 9                                                       | Піняга Світлана Анатоліївна   | 05.11.2010            | вища    | позапартійна           | тимчасово не працює                                                          |
| 10                                                      | Герман Анатолій Станіславович | 05.11.2010            | середня | позапартійний          | тимчасово не працює                                                          |
| 11                                                      | Попельняк Тетяна Степанівна   | 05.11.2010            | вища    | позапартійна           | Качанівськас/школа І-ІІІ ст, вчитель                                         |
| 12                                                      | Улітін Сергій Андрійович      | 05.11.2010            | вища    | позапартійний          | ТОВ «Агро-Рось», інженер                                                     |
| 14                                                      | Томчишин Ігор Петрович        | 05.11.2010            | середня | позапартійний          | ПП Томчишин І. П., підприємець                                               |
| 15                                                      | Пастир Любов Михайлівна       | 05.11.2010            | середня | позапартійна           | Декретнавідпустка                                                            |
| 16                                                      | Дудар Надія Теодозіївна       | 05.11.2010            | середня | позапартійна           | ТОВ «Агро-Рось», обліковець                                                  |